# Fort Prud'homme
Pour les articles homonymes, voir Prudhomme et Prud'homme.
 (novembre 2023).
Si vous disposez d'ouvrages ou d'articles de référence ou si vous connaissez des sites web de qualité traitant du thème abordé ici, merci de compléter l'article en donnant les références utiles à sa vérifiabilité et en les liant à la section « Notes et références ».
Fort Prud'homme est un ancien fortin français édifié au XVIIe siècle en Nouvelle-France sur le fleuve Mississippi dans l'État actuel du Tennessee, par l'explorateur français Cavelier de La Salle, dont la localisation n'est pas connue avec certitude.

## Histoire
En février 1682, Cavelier de La Salle entreprend une cinquième expédition le long du fleuve Mississippi. Cette expédition, en canoës, doit permettre d'atteindre l'embouchure du Mississippi et le golfe du Mexique.
Lors de cette expédition, un des membres de l'expédition, l'armurier Prud'homme, disparaît. Les autres membres de l'expédition pensent qu'il a été capturé par les Amérindiens de la Nation Chicacha.
Cavelier de La Salle décide d'arrêter l'expédition et d'établir un fortin en bois le long de la rive du Mississippi, sur une falaise dominant le fleuve Mississippi et d'aller à la recherche de leur compagnon de route. Ce lieu porte le nom de Chickasaw Bluff (en français : « falaise des Chicachas »). Cavelier de La Salle nomme ce poste fortifié Fort Prud'homme en mémoire de leur compagnon perdu.
Dix jours après sa disparition, Prud'homme réapparaît, sain et sauf, mais affamé. Prudhomme avait perdu son chemin lors d'une chasse. L'expédition reprend son voyage en aval et Cavelier de La Salle atteint l'embouchure du fleuve Mississippi le 6 avril 1682.
Le Fort Prud'homme fut plus un poste de traite fortifié de hautes palissades en bois qu'un véritable fort militaire. La situation de cette petite fortification fut constamment menacée par les Chicachas. Ce fort permit de définir les limites territoriales de la Louisiane française.
C'est depuis ce poste (appelé l'Écorce à Prudhomme) que Pierre d'Artaguiette lança son attaque contre trois fortins des Chicachas qui devait lui être fatale (25 mars 1736).
Le site du Fort Prud'homme est toujours sujet à hypothèses. Plusieurs sites sont proposés pour localiser l'emplacement exact de ce fort français. Parmi les hypothèses avancées, l'une émet l'idée que le Fort de l'Assomption fut construit en 1739 près de l'emplacement de l'ancien petit Fort Prud'homme, à côté de la ville actuelle de Memphis.

## Géographie
Quatre emplacements sont avancés pour la localisation du fort Prud'homme, chacune correspondant à une des quatre falaises constituant le « Chickasaw Bluff » (du Nord au Sud).
- Première falaise, dans le comté de Lauderdale ;
- Deuxième falaise, à Randolph, dans le comté de Tipton ;
- Troisième falaise, dans le parc d'État de Meeman-Shelby Forest (comté de Shelby) ;
- Quatrième falaise, dans la ville actuelle de Memphis (comté de Shelby).

Le lieu de Memphis semble le plus probable. La ville considère d'ailleurs que le Fort Prud'homme fut à l'origine de la ville de Memphis. Le lieu est localisé à la confluence de la rivière Wolf et du Mississippi.